# (3155) Lee
(3155) Lee (1984 SP3; 1932 EG; 1934 VN; 1941 SR1; 1968 DT; 1970 XK; 1972 HB; 1977 UE2; 1977 UK1; 1982 BD5) ist ein Asteroid des inneren Hauptgürtels, der am 28. September 1984 vom US-amerikanischen Astronomen Brian A. Skiff am Lowell-Observatorium, Anderson Mesa Station (Anderson Mesa) in der Nähe von Flagstaff, Arizona (IAU-Code 688) entdeckt wurde. Er gehört zur Vesta-Familie, einer Gruppe von Asteroiden, die nach (4) Vesta benannt ist.

## Benennung
(3155) Lee wurde nach Robert Edward Lee (1807–1870) benannt, der im Sezessionskrieg General der Confederate States Army (Konföderierte Staaten von Amerika) war. Sein Vater Henry Lee III („Light-Horse Harry“) war Offizier im Amerikanischen Unabhängigkeitskrieg. Er war bis Offizier der United States Army; sein Fachwissen als Ingenieur diente der US-Armee gut. Als sein Heimatstaat Virginia aus der Union austrat, trat er zu den Konföderierten Staaten von Amerika über. Lees Schlachten während des Bürgerkriegs bezeugten seine gute Taktik – er gewann gegen manchen Gegner trotz unterlegenen Kräften.